# Nogentel
Nogentel település Franciaországban, Aisne megyében. Lakosainak száma 1106 fő (2022. január 1.). Nogentel Château-Thierry, Chézy-sur-Marne, Essômes-sur-Marne, Étampes-sur-Marne és Nesles-la-Montagne községekkel határos.

## Népesség
A település népességének változása:
| Lakosok száma | 617  | 1012 | 1128 | 1061 | 1011 | 1007 | 1012 | 1071 | 1100 | 1106 |
|               | 1968 | 1982 | 1990 | 2006 | 2013 | 2015 | 2017 | 2019 | 2020 | 2022 |